# Gato atigrado

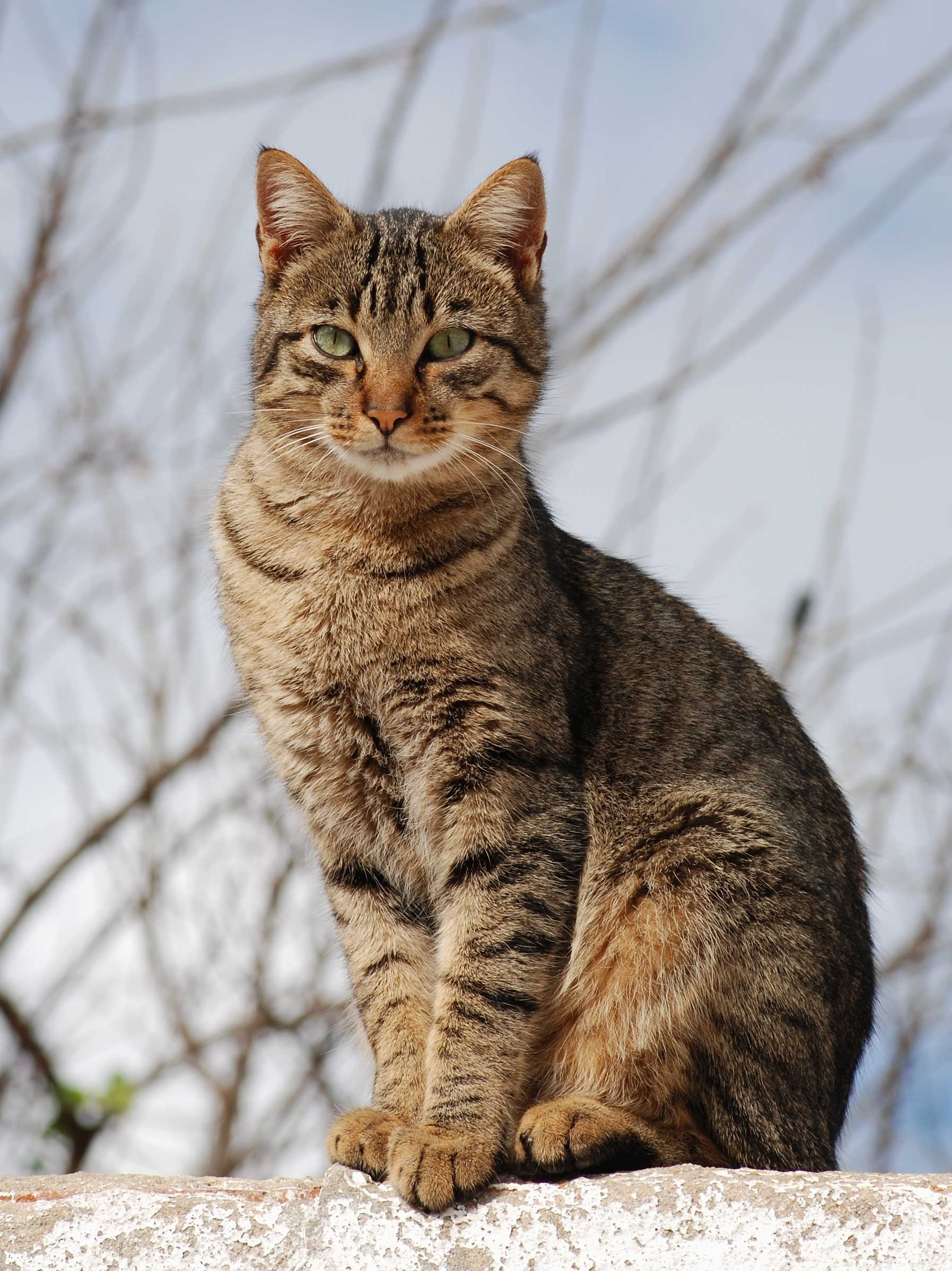
El patrón atigrado listado es el pelaje más parecido a los gatos silvestres.

Un gato atigrado o tabby es un gato con un distintivo pelaje de rayas y manchas características.
Estos gatos pueden poseer ojos verdes, dorados o azules y un pelaje de color gris, naranja, marrón o negro que puede presentarse solo o en combinación con el color blanco. El término tabby deriva del vocablo Attabiyah, en relación con un tipo de seda a rayas que se fabricaba en Bagdad y con el que se asoció a los gatos cuyo manto dibuja un patrón de líneas oscuras, de diferente anchura, que recorren su cuerpo.
Algunos genetistas creen que este es el fenotipo más común del gato doméstico.[cita requerida] El atigrado normalmente tiene una marca en forma de "M" en la frente.
Los distintos patrones de pelaje del gato atigrado se clasifican en listado, marmolado, manchado y jaspeado.

## Patrones

### Atigrado listado

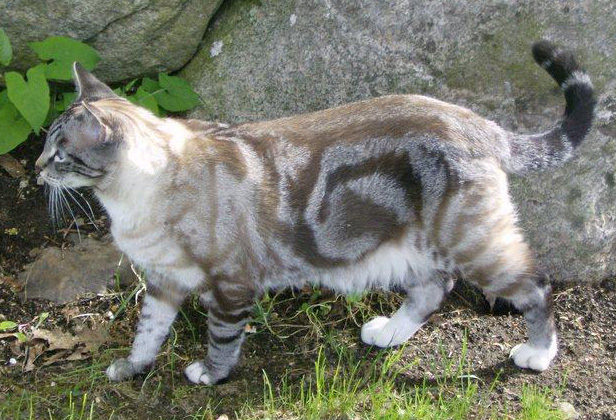
Las franjas del marmolado se curvan en remolinos y se bifurcan.

El patrón listado es el más común en los atigrados y es el más parecido al patrón de las rayas de un tigre.

El patrón listado del atigrado consiste en franjas verticales que se curvan suavemente en los costados de su cuerpo. Estas rayas son delgadas y pueden ser continuas o truncarse en listas o manchas en los flancos o su abdomen. A menudo las franjas de su frente forman una silueta en forma de "M". Los gatos de esta variedad también tienen en sus facciones una nariz moteada, que consiste en una nariz con dos lunares negros que aparecen cada uno al costado de su hocico.

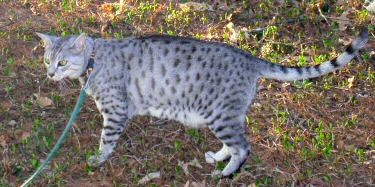
Gato egipcio Mau.

### Marmolado
Los gatos marmolados tienen las franjas de su cuerpo diferentes al listado. Las franjas de su tronco son más gruesas y no siempre son verticales, forman remolinos y se juntan y bifurcan unas de otras. Las patas y la cola tienen más densidad de listas que el resto del cuerpo y su diseño difiere en anchura de las del resto del cuerpo. Los gatos marmolados también tienen una "M" en su frente.

### Punteado
El atigrado punteado puede no tener un patrón real, pero sí un modificador que hace que sea diferente al listado, ya que en vez de aparecer franjas aparecen manchas. Este patrón puede ser visto en las razas de gato bengalí, el mau egipcio, el gato mist australiano y el ocigato.